# لیک کاملوت (ویسکانسین)
لیک کاملوت (به انگلیسی: Lake Camelot) یک منطقهٔ مسکونی در ایالات متحده آمریکا است که در شهرستان ادامز، ویسکانسین واقع شده‌است. لیک کاملوت ۸۲۶ نفر جمعیت دارد و ۳۱۰٫۹ متر بالاتر از سطح دریا واقع شده‌است.